# NPIPA1
NPIPA1 (англ. Nuclear pore complex interacting protein family member A1) – білок, який кодується однойменним геном, розташованим у людей на 16-й хромосомі. Довжина поліпептидного ланцюга білка становить 350 амінокислот, а молекулярна маса — 40 133.
| 10         |  | 20         |  | 30         |  | 40         |  | 50         |
| ---------- |  | ---------- |  | ---------- |  | ---------- |  | ---------- |
| MFCCLGYEWL |  | SGGCKTWHSA |  | WVINTLADHR |  | HRGTDFGGSP |  | WLLIITVFLR |
| SYKFAISLCT |  | SYLCVSFLKT |  | IFPSQNGHDG |  | STDVQQRARR |  | SNRRRQEGIK |
| IVLEDIFTLW |  | RQVETKVRAK |  | IRKMKVTTKV |  | NRHDKINGKR |  | KTAKEHLRKL |
| SMKEREHGEK |  | ERQVSEAEEN |  | GKLDMKEIHT |  | YMEMFQRAQA |  | LRRRAEDYYR |
| CKITPSARKP |  | LCNRVRMAAV |  | EHRHSSGLPY |  | WPYLTAETLK |  | NRMGHQPPPP |
| TQQHSIIDNS |  | LSLKTPSECL |  | LTPLPPSALP |  | SADDNLKTPA |  | ECLLYPLPPS |
| ADDNLKTPPE |  | CLLTPLPPSA |  | PPSVDDNLKT |  | PPECVCSLPF |  | HPQRMIISRN |
|            |  |            |  |            |  |            |  |            |

A: Аланін

C: Цистеїн

D: Аспарагінова кислота

E: Глутамінова кислота

F: Фенілаланін

G: Гліцин

H: Гістидин

I: Ізолейцин

K: Лізин

L: Лейцин

M: Метіонін

N: Аспарагін

P: Пролін

Q: Глутамін

R: Аргінін

S: Серин

T: Треонін

V: Валін

W: Триптофан

Задіяний у таких біологічних процесах, як транспорт, транспорт білків, транспорт мРНК, транслокація. 
Локалізований у ядрі, мембрані, комплексі ядерної пори.